# آسترو (تلویزیون)
آسترو (انگلیسی: Astro) سرویس ماهواره‌ای رادیو و رادیو All-Asian (با اختصار به نام Astro) یک سرویس پخش ماهواره‌ای مستقیم مالزی (DBS) است. این رادیو ماهواره‌ای دیجیتال را به خانوارهای مالزی و برونئی انتقال می‌دهد. مرکز پخش All Asia واقع در بوکیت جلیل، کوالالامپور است.